# Peter Haarhaus

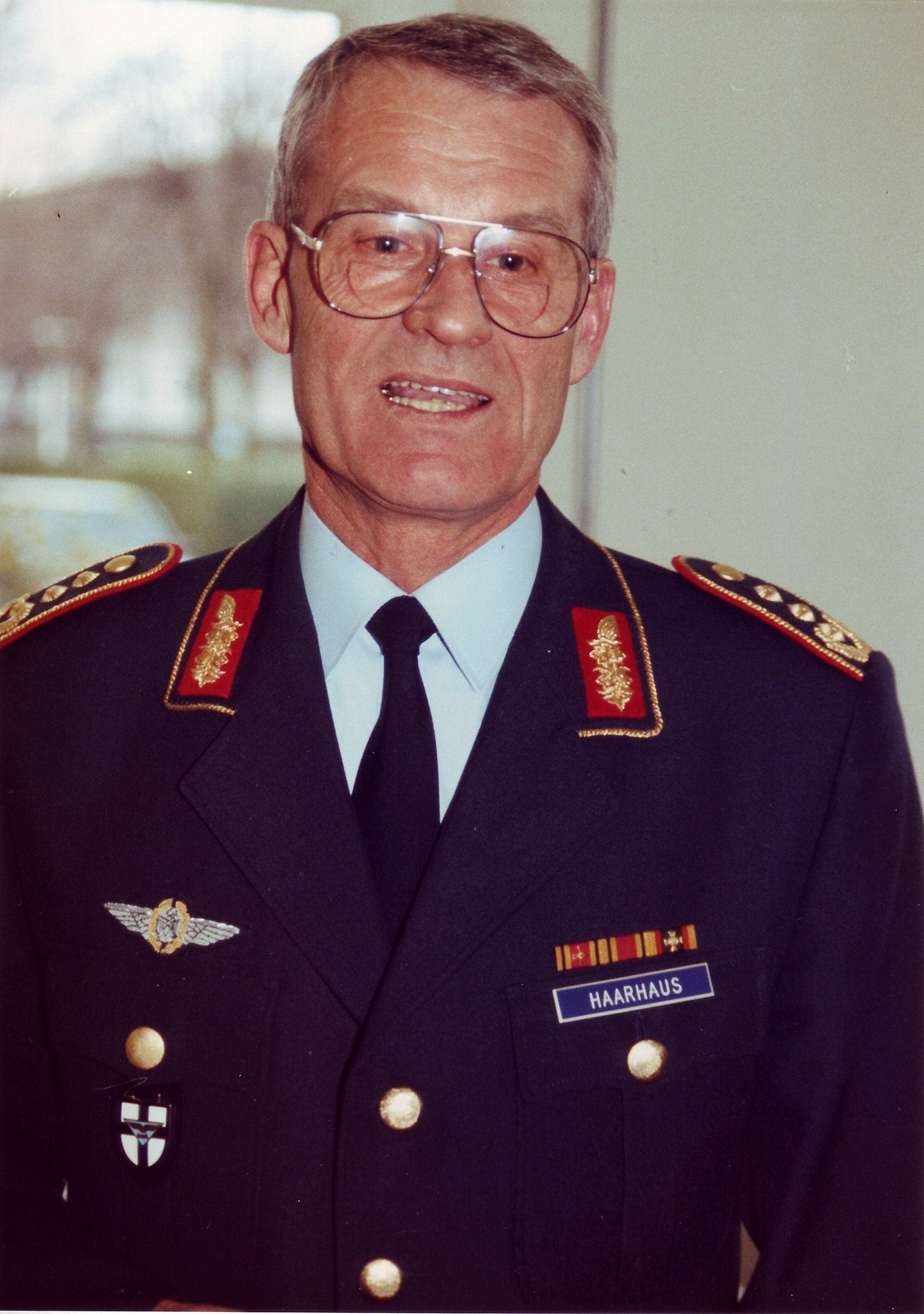
Peter Haarhaus als Amtschef Luftwaffenamt (1992)

Peter Haarhaus (* 29. April 1936 in Brandenburg an der Havel; † 5. April 2025) war ein Generalleutnant der Luftwaffe der Bundeswehr. In seiner letzten Verwendung war er Amtschef des Luftwaffenamtes.

## Leben
Peter Haarhaus ist der Sohn von Oberst Walter Haarhaus (1904–1983). Er trat 1956 als Offizieranwärter in die Luftwaffe der Bundeswehr ein. Erste Station war die damals in Faßberg beheimatete Offizierschule der Luftwaffe. Es folgte die fliegerische Ausbildung als Jagdbomberflugzeugführer, 1958 die Beförderung zum Leutnant und die Versetzung ins Jagdbombergeschwader 35 (später Jagdbombergeschwader 41) in Husum und der Einsatz auf dem Waffensystem Republic F-84F Thunderstreak. Von 1964 bis 1966 war er Staffelkapitän der 1. Fliegenden Staffel im Jagdbombergeschwader 35.
Von 1968 bis 1970 nahm er am 13. Generalstabslehrgang (Luftwaffe) an der Führungsakademie der Bundeswehr in Hamburg teil. Es folgten Verwendungen als Leiter der Abteilung Operationen im Kommando 1. Luftwaffendivision in Meßstetten und von 1973 bis 1977 als Kommodore des Jagdbombergeschwaders 35 in Bad Sobernheim (Fliegerhorst Pferdsfeld) und damit verbunden die Umschulung auf die McDonnell F-4F Phantom II.
Im Anschluss wurde Haarhaus unter anderem als Chef des Stabes der 3. Luftwaffendivision (Luftangriff) in Kalkar, Referatsleiter im Führungsstab der Luftwaffe und als Referent für NATO-Streitkräfteplanung im SHAPE (Supreme Headquarters Allied Powers Europe) verwendet.
1982 erfolgte die Beförderung zum Brigadegeneral in der Verwendung als Deutscher Dienstältester Offizier und Chef des Stabes im Hauptquartier Air Forces Baltic Approaches (HQ AIRBALTAP), in Karup, Dänemark. Ab 1984 war er für zwei Jahre Chef des Stabes im Luftflottenkommando in Köln-Wahn. 1986 wurde er zum Generalmajor befördert und war dann von 1986 bis 1989 Deputy Assistant Chief of Staff Policy im SHAPE. 1989 erfolgte die Ernennung zum Chef des Stabes im Führungsstab der Streitkräfte im Bundesministerium der Verteidigung in Bonn. 1992 wurde er Amtschef des Luftwaffenamtes Köln-Wahn, wo er zum Generalleutnant befördert wurde. 1994 wurde er in den Ruhestand versetzt.
Haarhaus war verheiratet und hat drei Kinder.

## Auszeichnungen
- Verdienstkreuz am Bande des Verdienstordens der Bundesrepublik Deutschland (20. Juli 1980)
- Verdienstkreuz I. Klasse des Verdienstordens der Bundesrepublik Deutschland (6. November 1985)
- Ehrenkreuz der Bundeswehr in Gold (18. November 1988)